# Vilhelm 8. af Hessen-Kassel
Vilhelm 8. af Hessen-Kassel (1682-1760) var regerende landgreve, søn af Karl 1. af Hessen-Kassel og Maria Amalia af Kurland. (Broder til Frederik 1. af Hessen-Kassel, konge af Sverige under navnet Fredrik 1.). Gift med Dorothea Wilhelmine af Sachsen-Zeitz.
Barn:
1. Frederik 2. af Hessen-Kassel, født 1720, død 1785, gift med Marie af Storbritannien.